# Нове Бжеско
Нове Бжеско (пољ. Nowe Brzesko) је град у Пољској у Војводству Малопољском у Повјату proszowicki.

## Демографија
| 2012. |
| ----- |
| 1.663 |